# Jean Baptiste Audebert

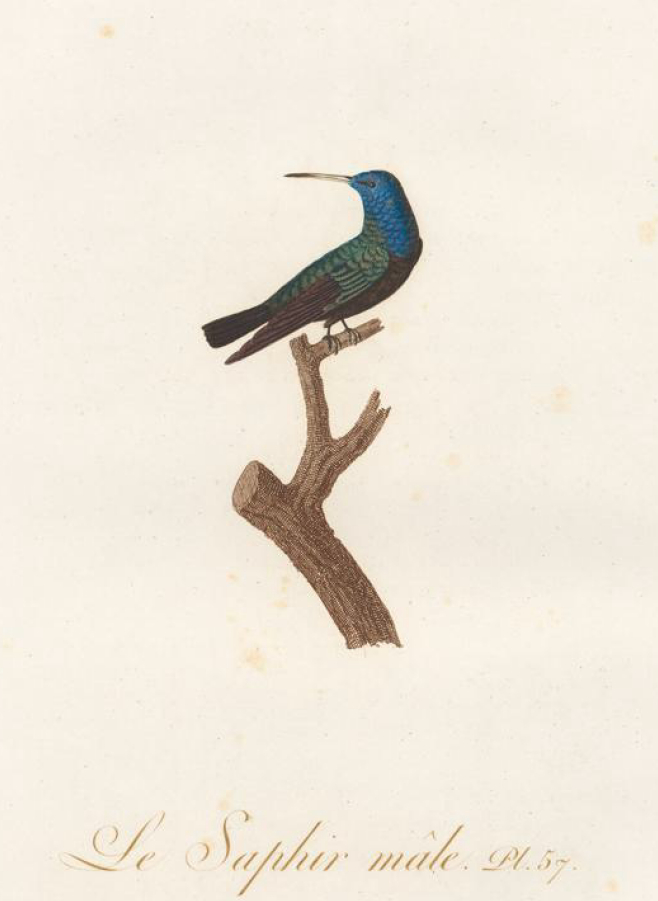
Darstellung eines Kolibris

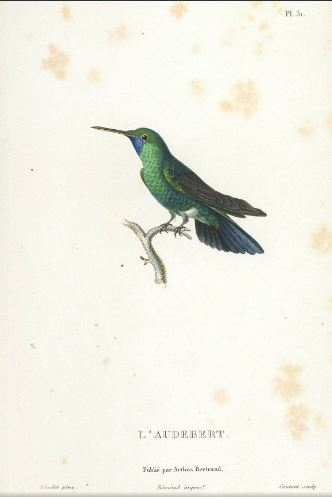
Ornismya Audeberti bzw. L'Audebert ein Synonym für Chlorestes notata

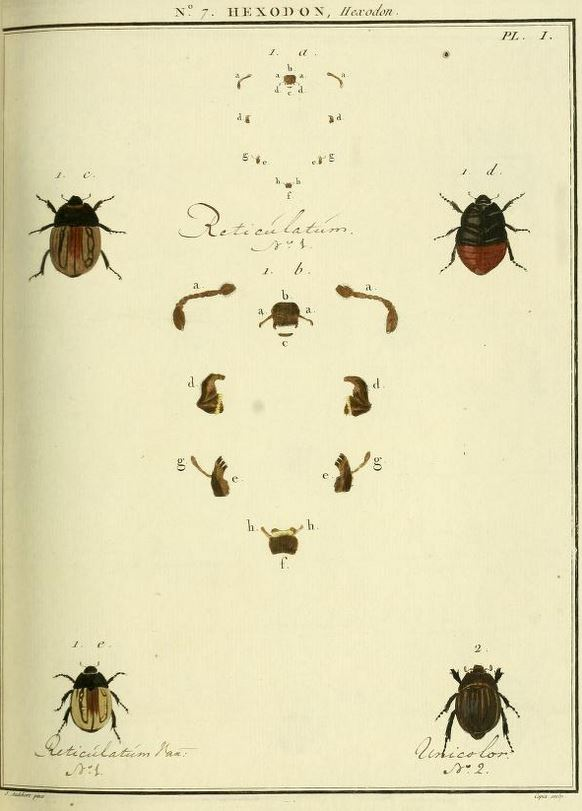
Käfer der Gattung Hexodon im Atlas von Guillaume Antoine Olivier und illustriert von Audebert

Jean Baptiste Audebert (sprich "ohd'bähr") (* 2. März 1759 in Rochefort; † 5. Dezember 1800 in Paris) war ein französischer Naturforscher und Maler.

## Leben und Wirken
Audebert kam schon früh nach Paris und ließ sich in verschiedenen Ateliers zum Miniaturmaler ausbilden. Der Mäzen, der wohlhabende Förderer der Naturgeschichte vor allem der Entomologie und Mineralogie, Jean Baptiste Francois Gigot d'Orcy  (1733–1793) wurde auf ihn aufmerksam und engagierte ihn trotz politisch unruhiger Zeiten (Französische Revolution), um seine naturhistorische Privatsammlung in Miniaturen darzustellen.
Als sich die Revolution zu einer Terrorherrschaft entwickelte, nahm Audebert ein Angebot seines Mäzens an und unternahm auf dessen Kosten eine längere Studienreise durch die Niederlande und später auch nach England. Bereits während dieser Zeit entstanden erste Bilder, welche dann in seiner Histoire naturelle 1800 veröffentlicht wurden.
Audebert, Johann Friedrich Leberecht Reinhold und Jean-Baptiste Meunier (1786–1858) waren die Illustratoren, die für Guillaume Antoine Olivier bei dessen Atlanten zu Entomologie, ou, Histoire naturelle des insectes avec leurs caractères génériques et spécifiques, leur description, leur synonymie, et leur enluminée mitwirkten. Bis an sein Lebensende arbeitete Audebert an seiner Histoire naturelle et générale des colibris; ein Werk, das in seiner Pracht noch lange unübertroffen blieb. Es wurde nach Audeberts Tod von Louis Pierre Vieillot fertiggestellt und 1802 im Verlag Desray veröffentlicht.
Die große Kunst Audeberts war es, verschiedene Farben gleichzeitig auf einer Platte aufzutragen und zu drucken. Bei den Farben selbst wechselte er als erster von Aquarellfarben zu Ölfarben. Auch die Verwendung von Gold bei den Illustrationen brachte ihm viel Lob ein.
Heute ist eine Straße in seiner Heimatstadt nach ihm benannt.
Zusammen mit Vieillot hat er 1801 folgende für die Wissenschaft neue Vogelarten und Unterarten beschrieben:
- Puerto-Rico-Smaragdkolibri, Chlorostilbon maugaeus (Audebert & Vieillot, 1801)
- Rosenkehlkolibri, Heliomaster longirostris (Audebert & Vieillot, 1801)
- Smaragdmangokolibri, Anthracothorax viridis (Audebert & Vieillot, 1801)
- Unterart des Dominikanermangokolibris, Anthracothorax dominicus aurulentus (Audebert & Vieillot, 1801)

## Werke (Auswahl)
- Histoire naturelle des singes, des makis et des galéopithéques. Desray, Paris (gallica.bnf.fr – 1799–1800).
- Illustration mit Johann Friedrich Leberecht Reinhold und Jean-Baptiste Meunier in Guillaume Antoine Olivier: Entomologie ou histoire naturelle des insectes. Avec leurs caractères génériques et spécifiques, leur description, leur synonymie et leur figure enluminée. Atlas 1. Baudouin, Paris 1808 (biodiversitylibrary.org).
- Illustration mit Johann Friedrich Leberecht Reinhold und Jean-Baptiste Meunier in Guillaume Antoine Olivier: Entomologie ou histoire naturelle des insectes. Avec leurs caractères génériques et spécifiques, leur description, leur synonymie et leur figure enluminée. Atlas 2. Baudouin, Paris 1808 (biodiversitylibrary.org).
- mit Louis Pierre Vieillot: Oiseaux Dorés ou à Reflets Métalliques. Histoire Naturelle et Générale des Colibris, Oiseaux-Mouches, Jacamars et Promerops. Band 1. Desray, Paris 1800 (archive.org).
- mit Louis Pierre Vieillot: Oiseaux Dorés ou à Reflets Métalliques. Histoire Naturelle et Générale des Grimpéraux et des Oiseaux de Paradis. Band 2. Desray, Paris 1800 (archive.org).